# Команда (військова справа)

NATO Команда

Кома́нда (фр. commande, від лат. commando — доручаю, наказую) — термін, який вживається у військовій справі у кількох значеннях:
- тимчасова або постійна (штатна) військова організаційна одиниця (група військовослужбовців) в частинах (на кораблях), з'єднаннях, різних воєнізованих та невоєнізованих формуваннях, що призначена для виконання певних завдань, службових обов'язків або яких-небудь робіт. До постійних команд відносяться полігонні, пожежники і деякі інші, а на кораблях — підрозділи бойових частин і служб (наприклад, рульова команда, команда радіотелеграфістів тощо). Чисельність, склад і озброєння таких команд визначаються штатами і табелями. Постійні команди можуть складатися з відділень. Тимчасові команди чисельністю від 3 чоловік і більше зазвичай створюються для забезпечення потреб бойової підготовки, виконання певних будівельних, ремонтних та інших робіт, службових відряджень, організованого проведення екскурсій та відвідування різних товариств, установ, а також при перевезеннях військ залізничним, водним і повітряним транспортом; після виконання покладених завдань вони розпускаються. Також можуть створюватися команди для проведення рятувальних та аварійно-відновлювальних робіт (рятувальні та аварійно-техничні команди), для локалізації та гасіння пожеж (протипожежні команди) і виконання інших завдань;
- організаційний підрозділ групи, башти або батареї на кораблі (команда управління, вогнева команда тощо). Командир команди — старший матрос, єфрейтор, молодший сержант тощо. В армії США та у сухопутних військах деяких країн команди також входять до складу відділень, груп та секцій і поділяється за функціональним призначенням на вогневі та маневрені.
- особовий склад корабля, за винятком офіцерів;
- керівний сигнал; усне розпорядження командира (начальника), що висловлюється в лаконічній формі, точно визначається військовими статутами та настановами. Команда підрозділяється на підготовчу та виконавчу. Підготовча команда подається чітко, голосно і протяжно, щоб підлеглі зрозуміли, яких дій вимагає від них командир. Виконавча команда подається після паузи, уривчасто і енергійно; за цієї командою проводиться негайне її виконання. Наприклад, в команді «Противник з фронту — до бою!». Перші слова є підготовчою командою, а «до бою» — виконавчою. Команди можуть бути також і тільки виконавчими, наприклад, «Струнко», «Вільно» тощо.